# عدد فرسنل
عدد فرنل (به انگلیسی: Fresnel number)  یک کمیت بدون بعد است که در علم اپتیک و در تئوری پراش مورد بررسی قرار می گیرد. این کمیت برای موج الکترومغناطیسی که از یک روزنه عبور کرده و به صفحه‌ای برخورد می کند به صورت زیر تعریف می شود:
{\displaystyle F={\frac {a^{2}}{L\lambda }}}
در این رابطه:
{\displaystyle a\!} ابعاد مشخصه روزنه (مانند قطر یا شعاع)
{\displaystyle L\!} فاصله روزنه و صفحه
{\displaystyle \lambda \!} طول موج الکترومغناطیسی.